# Bauschutt

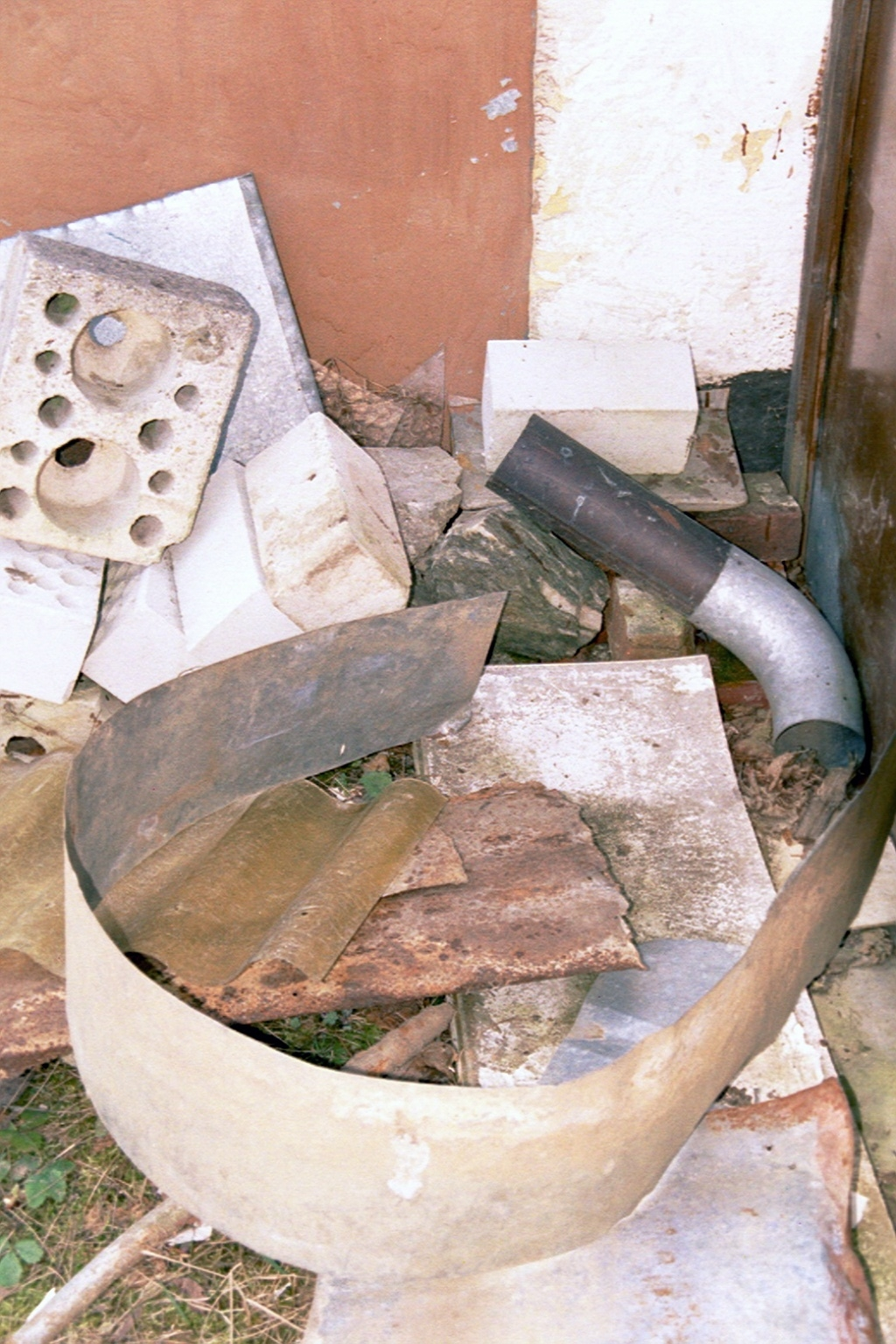
Baumischabfall

Auf einer Baustelle fällt Bauschutt beim Neu-,  Aus- und Umbau, sowie bei der Entkernung und dem Abbruch an. Der Begriff bezeichnet mineralische Abfälle und Baumaterial wie zum Beispiel Beton, Backsteine, Ziegel, Klinkersteine und Mörtelreste, aber auch Fliesen, Keramiken oder Ziegel. Es ist verboten, dem recyclebaren Bauschutt Erde oder Glas beizumengen.
In der Abfallentsorgung unterscheidet man zwischen Bauschutt und Baumischabfall. Beide Abfallarten gehören nicht in den Hausmüll und müssen fachgerecht entsorgt werden. Beide zählen laut Abfallverzeichnis-Verordnung zur Hauptkategorie 17 der Bau- und Abbruchabfälle (einschließlich Aushub von verunreinigten Standorten).

## Entsorgung von Bauschutt und Baumischabfällen
Die Entsorgungskosten für (mineralischen und nichtmineralischen) Baumischabfall sind sehr viel höher als für Bauschutt. Deshalb wird beides seit etwa 1990 auf den meisten Baustellen sorgfältig getrennt. Man betreibt Rückbau: Vor dem eigentlichen Abriss werden möglichst viele der Stoffe, die nicht zum Bauschutt gehören, entfernt; erst dann wird das Bauwerk niedergerissen. Für den gewerblichen Abriss ist diese Trennung der Materialien in Deutschland in der Gewerbeabfallverordnung geregelt. Für den privaten Bereich gilt dies zwar nicht, jedoch senkt sie Entsorgungskosten und erleichtert die Wiederverwertung. Ist eine Trennung vor Ort nicht möglich, sollten gemischte Bau- und Abbruchabfällen einer nahegelegenen Sortieranlage zugeführt werden.

### Bauschutt
- Mörtel und Mörtelreste, Putz, Ziegel, Mauern, Beton und Betonbruch (kein Porenbeton), Schutt, Zement, Mauerwerksteile, Estrich, Bodenmaterial
- Natursteinelemente jeglicher Art, Pflastersteine, Blockstein, Bimssteine
- Ziegel, Backsteine, Klinkersteine, Dachziegel, Tonziegel, Betonziegel
- Keramik, Toilettenschüsseln, Waschbecken, Pissoirs
- Keramikfliesen, Kacheln, technische Keramiken
- Straßenbruch, Feinsteinzeug
- Sand und Erde (nicht bei recyclingfähigem Bauschutt)

### Baumischabfall
- Glas und Glasreste, Glasbausteine
- Bauholz, Holzabschnitte, Holzreste und Späne
- Altmetalle und Altschrotte
- Gipsreste, Gipskarton, Gipskarton-Bauplatten
- Porenbeton
- Kabelreste, Kabel und Rohre aus Polyvinylchlorid und anderen Kunststoffen
- Dämmstoff, Isolierung und Styropor
- Türen, Fenster und Türzargen
- Tapete und Tapetenreste (in kleinen Mengen auch über Restmülltonne möglich)
- Kunststoffe und Folien
- Bodenbeläge aus Kunststoff

## Recycling von Bauschutt

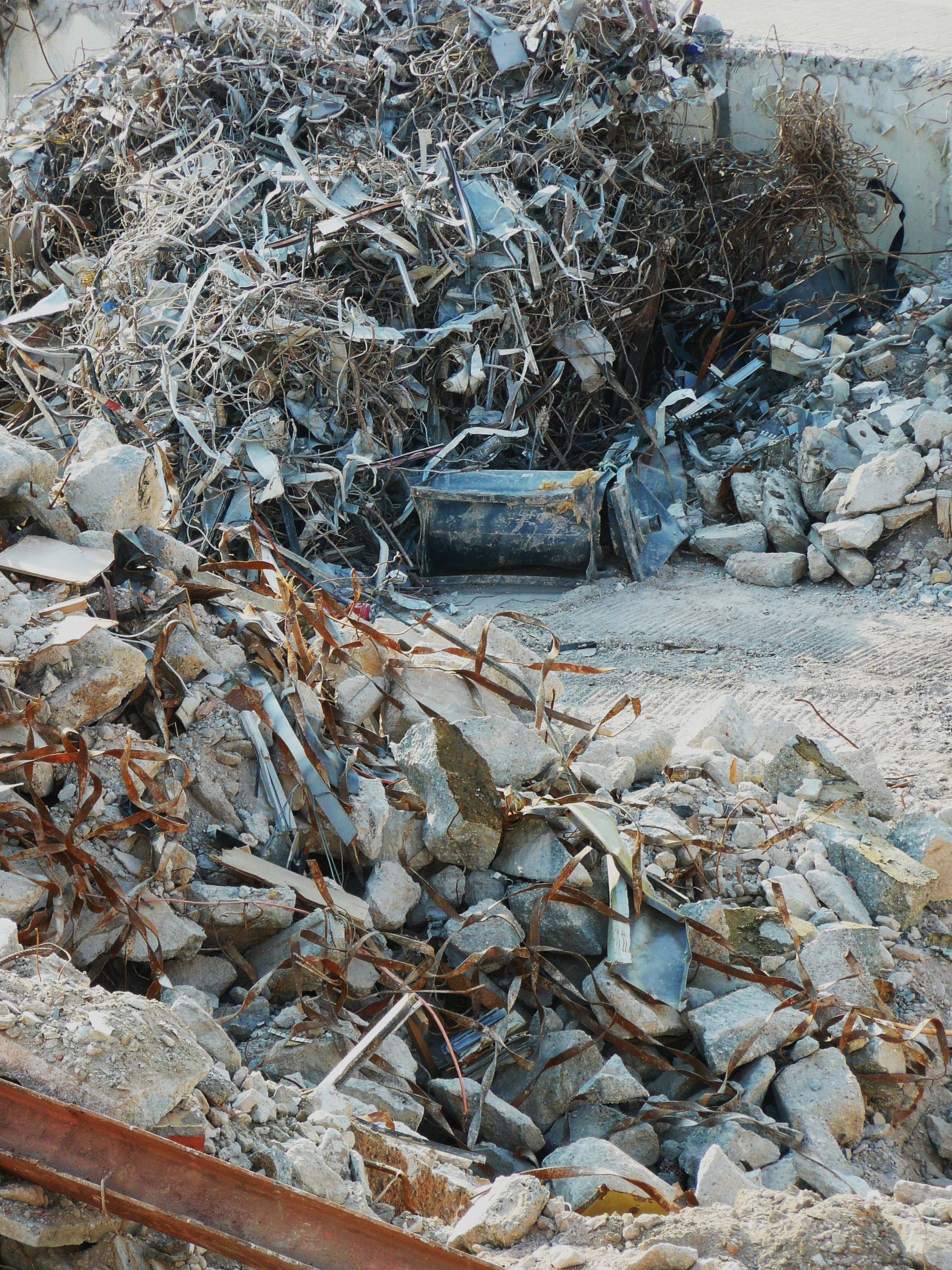
Metallreste und Bauschutt

Die Mantelverordnung für Ersatzbaustoffe und Bodenschutz (MantelV) trat am 1. August 2023 in Kraft. Bis dahin war die Verwertung von Bauschutt in Deutschland Ländersache. Die Regelungen orientieren sich unter anderem an der Mitteilung 20 „Anforderungen an die stoffliche Verwertung von mineralischen Reststoffen/Abfällen“ von der Bund/Länder-Arbeitsgemeinschaft Abfall (LAGA), bei deren Anwendung die länderspezifischen Vorschriften zu beachten sind.
Bauschutt wird in spezialisierten Unternehmen aufbereitet und großenteils als Recyclingprodukt weiterverkauft. Materialien wie Beton, Ziegel und Fliesen können in Brechanlagen zu Recyclingbeton oder Material für den Straßen- und Wegebau verarbeitet werden. Leichtbaustoffe wie Bims, Gasbeton, Gips etc. gehören nicht dazu. Spezialanlagen können Asphalt zu Asphaltgranulat verarbeiten, das als Beigabe im Straßenbau wiederverwendet wird.
Abgesehen von der Wiederverwendung im Straßen- und Deponiebau weist Bauschutt ein noch größeres Recyclingpotenzial auf, wie aktuelle Projekte verdeutlichen. Auf dem Gelände der Bayern-Kaserne wird Abbruchmaterial vor Ort aufbereitet, um beim Neubau wieder zum Einsatz zu kommen. Regelmäßige Prüfungen des Recyclingbaustoffs und behördliche Genehmigungsverfahren begleiten den Prozess.
Im Rahmen des Projekts „BauCycle“ wollen vier Fraunhofer-Institute für die noch nicht im Hochbau nutzbaren Feinfraktionen aus Sand und Kies ein Recyclingverfahren durchsetzen. Erste Ergebnisse des dafür entwickelten opto-pneumatischen Sortierverfahrens wurden auf der Messe BAU 2019 präsentiert: Porenbeton aus Bauschutt, Akustikbaustoffe und Bauteile aus mineralischen Granulaten.

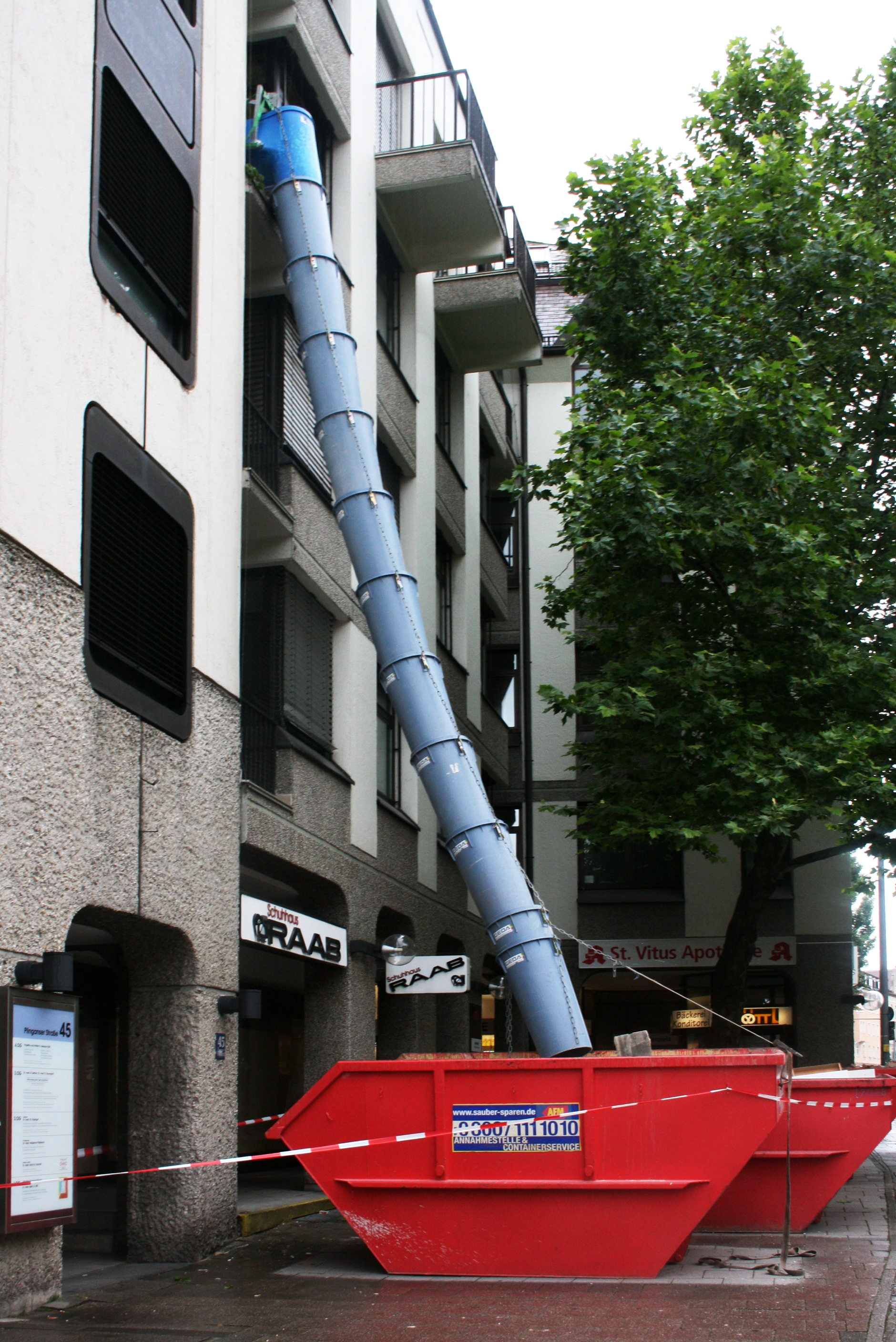
Schuttrutsche
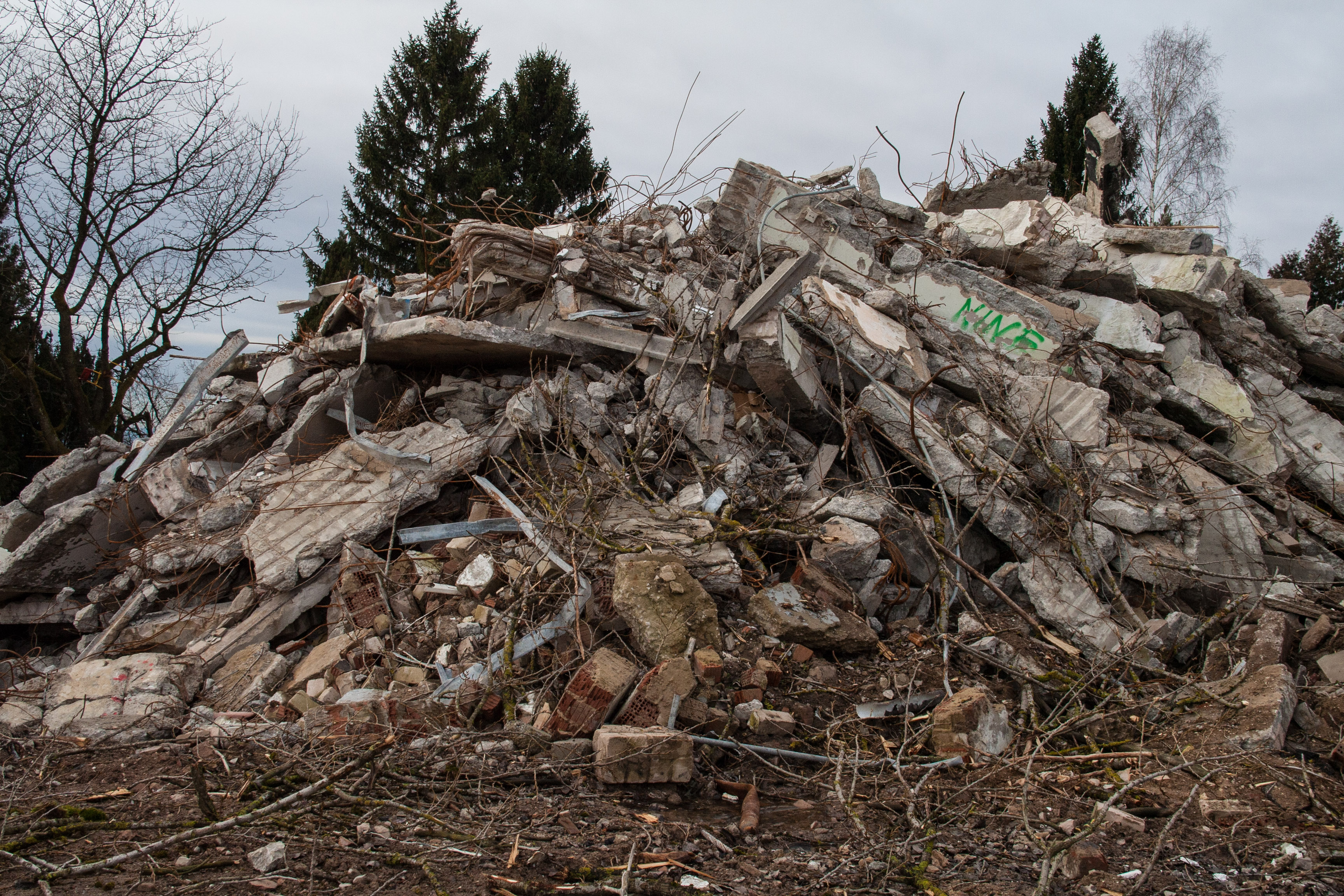
Bauschutt nach Abriss